# Coelogyne ecarinata
Coelogyne ecarinata är en orkidéart som beskrevs av Charles Schweinfurth.
Coelogyne ecarinata ingår i släktet Coelogyne och familjen orkidéer. Inga underarter finns listade i Catalogue of Life.